# News of the World
A News of the World egy brit bulvárlap volt, melyet 1843 és 2011 között adtak ki. A világon az egyik legtöbbet eladott angol nyelvű újság volt. A hetilapot eredetileg John Browne Bell alapította. 1891-ben Lascelles Carr megvásárolta az újságot. 1969-ben a News of the World Rupert Murdoch médiacégéhez, a News Ltd.-hez került.
Az újság a The Sun-nak volt a vasárnapi kiadása. A News of the World átlagosan 2,7 millió példányban jelent meg minden héten, és csaknem 8,5 millió olvasóhoz jutott el.
A lapot 2011 nyarán azzal gyanúsították, hogy néhány éve feltörte és lehallgatta egy elrabolt és meggyilkolt kislány mobiltelefonjának az üzenetrögzítőjét, szenzációra vadászva; a meghallgatott üzenetekből töröltek is, hogy elférjenek az újabbak, ezzel potenciális bizonyítékokat tüntettek el és hamis reményt keltettek a lány családjában. Az ügy – és sok más mobiltelefon-lehallgatási botrány, többek közt elesett katonák és a július 7-ei londoni terrortámadás áldozatai családtagjainak, egy másik meggyilkolt kislány édesanyjának és több hírességnek a lehallgatása – óriási politikai és társadalmi felháborodást váltott ki Nagy-Britanniában, mely a News of the World megszűnéséhez vezetett.

## Története

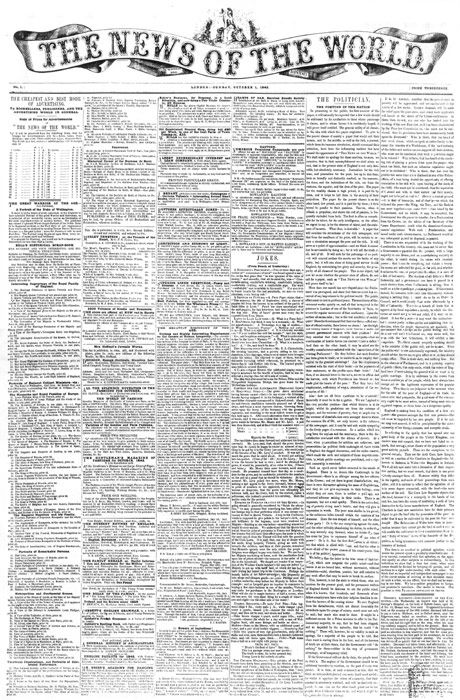
A News of the World 1843-ban

## Díjak

### Brit sajtódíjak
- Az év riportere: Gary Jones (1995), Mazher Mahmood (1999, 2011)
- Az év szenzációja (2000, 2005, 2011)
- Az év címlapja (2004)
- Az év újságja (2005)

## Fordítás
- Ez a szócikk részben vagy egészben  a   News of the World című angol Wikipédia-szócikk fordításán alapul.  Az eredeti cikk szerkesztőit annak laptörténete sorolja fel. Ez a jelzés csupán a megfogalmazás eredetét és a szerzői jogokat jelzi, nem szolgál a cikkben szereplő információk forrásmegjelöléseként.

## Külső hivatkozások
- Bezárják a leggyűlöltebb bulvárlapot – Index, 2011. július 7.